# Майкл Франкс (футболіст)
Майкл Франкс (англ. Michael Franks, нар. 20 квітня 1977, Едмонтон) — канадський футболіст, що грав на позиції воротаря. Виступав за низку канадських і закордонних клубів, а також молодіжну збірну Канади.

## Клубна кар'єра
Майкл Франкс народився 1977 року в Едмонтоні. Під час навчання в університеті грав за університетську футбольну команду «ЮБК Тандерберд», пізніше перейшов до молодіжної команди клубу «Ванкувер 86ерз». У 1998 році розпочав грати за основну команду «Ванкувер 86ерз», в якій зіграв 5 матчів чемпіонату.
У 1998 році Франкс перейшов до нідерландського клубу ПСВ, у складі якого перебував до 2000 року, з перервою на оренду в іншому нідерландському клубі «Росендал». У 2000—2001 роках канадський воротар грав у шотландському клубі «Гіберніан».
У 2003 році Майкл Франкс повернувся на батьківщину до своєї колишньої команди, яку на той час перейменували у «Ванкувер Вайткепс», і грав у її складі до припинення виступів на футбольних полях у 2005.

## Виступи за збірні
З 1997 до 2000 року Майкл Франкс грав у складі молодіжної збірної Канади. На молодіжному рівні зіграв у 13 офіційних матчах.
У 2001 році Майкл Франкс був включений до складу національної збірної Канади для участі в розіграшу Кубка конфедерацій 2001 року, а в 2005 році воротаря включили до складу національної збірної для участі в розіграшу Золотого кубка КОНКАКАФ 2005 року. Однак на обох турнірах Франкс не виходив на поле, і в національній збірній так і не дебютував.